# 鮑勃·格拉斯哥
羅伯特·「鮑勃」·格拉斯哥是一名美國民主黨籍政治人物，曾任德克薩斯州參議員。格拉斯哥曾接受律師培訓。他是1994年搞笑諾貝爾獎化學獎的獲得者，因為他在1989年發起了一項藥物管制法，規定在沒有許可證的情況下購買實驗室玻璃器皿屬於違法行為。
格拉斯哥還擔任過參議院臨時議長，多次擔任德克薩斯州州長，1991年在德克薩斯州奧斯汀市州議會大廈舉行的全州典禮上被授予「州長日」稱號。
格拉斯哥擁有塔爾頓州立大學學士學位和德克薩斯大學法學院法學博士學位。他是塔爾頓紫色協會、埃拉特郡律師協會、胡德郡律師協會、帕克郡律師協會、塔蘭特郡律師協會、美國律師協會和德克薩斯州律師協會的成員。